# Nipponomyia khasiana
Nipponomyia khasiana là một loài ruồi trong họ Pediciidae. Chúng phân bố ở vùng Indomalaya.